# One Way...Or Another
One Way…Or Another je druhé studiové album americké hardrockové skupiny Cactus. Jeho nahrávání probíhalo ve studiu Electric Lady Studios v New Yorku a album vyšlo v únoru 1971 u vydavatelství Atco Records. Vedle šesti původních skladeb obsahuje i dvě coververze; jde o skladby „Long Tall Sally“ od Little Richarda a „I Feel So Bad“ Chucka Willise.

## Seznam skladeb
Autory všech skladeb jsou Carmine Appice, Tim Bogert, Rusty Day a Jim McCarty krom uvedených výjimek.
| Pořadí         | Název                           | Autor                                               | Délka |
| -------------- | ------------------------------- | --------------------------------------------------- | ----- |
| 1.             | Long Tall Sally                 | Robert Blackwell, Enotris Johnson, Richard Penniman | 5:54  |
| 2.             | Rockout, Whatever You Feel Like |                                                     | 4:00  |
| 3.             | Rock 'N' Roll Children          |                                                     | 5:44  |
| 4.             | Big Mama Boogie, Pt. 1 & 2      |                                                     | 5:29  |
| 5.             | Feel So Bad                     | Chuck Willis                                        | 5:31  |
| 6.             | Song for Aries                  |                                                     | 3:05  |
| 7.             | Hometown Bust                   |                                                     | 6:39  |
| 8.             | "One Way…Or Another             |                                                     | 5:06  |
| Celková délka: | Celková délka:                  | Celková délka:                                      | 41:32 |

## Obsazení
- Rusty Day – zpěv, harmonika
- Jim McCarty – kytara
- Tim Bogert – baskytara, doprovodný zpěv, zpěv v „Rockout, Whatever You Feel Like“
- Carmine Appice – bicí, perkuse, doprovodný zpěv